# Stampfendorf
Stampfendorf ist eine Ortschaft in den Gemeinden Gutau und St. Oswald bei Freistadt in Oberösterreich.
Die Streusiedlung Stampfendorf befindet sich längs des Stampfenbaches, wobei ein Großteil der Adressen in der Marktgemeinde Gutau und im Norden einige Adressen in der Marktgemeinde Sankt Oswald bei Freistadt liegen. Am 1. Jänner 2024 lebten im zu Gutau gehörenden Ortsteil 16 Einwohner und im zu Sankt Oswald gehörenden Teil waren es 7 Einwohner.

## Geschichte
Der Stampfenbach wurde erstmals 1281 als „Stampha“ erwähnt. Die frühesten Schriftzeugnisse für die Ortschaft Stampfendorf sind beide von 1417 und lauten „Stampfech“ bzw. „Stampfegk“. Eine Stampfe war im Mittelalter eine Anlage zum Zerkleinern von Rohmaterialien.